# 喜久家洋菓子舗
株式会社喜久家洋菓子舗（きくやようがしほ）は、日本の製菓業者・洋菓子店。神奈川県横浜市に所在する。大正時代に創業した老舗であり、山手の外国人住留地のヨーロッパ人によって持ち込まれた製法を参考に、様々な国の洋菓子を製作している。特にラムボールは人気商品として、日本全国に幅広い愛好家を持つ。

## 沿革
創業者の石橋豊吉は、元はヨーロッパ航路の貨客船でパン職人および料理人として勤めた後に、1923年（大正12年）の関東大震災後の混乱で船を降り、翌1924年（大正13年）、神奈川県横浜市中区元町にこの店を開業した。
当初は石橋が持ち帰ったヨーロッパ各国の田舎の伝統的な菓子の製法をもとに、喫茶室を併設した洋菓子店・パン店として営業していた。ヨーロッパの菓子やパンを製造販売する店は当時としては珍しかったため、山手の外国人居留地だった元町周辺に住む日本国外の客も多く来店した。折しも元町通りは、外国人居住地と山下町外国人商館とを結ぶ通勤路として、多くの人々で賑わう時代であった（元町_(横浜市)#歴史も参照）。また当時の横浜は国際貿易港として、日本国外からの船が多く集まっており、石橋がヨーロッパ航路の料理人だった縁もあって、当時頻繁に催されていた領事館などのパーティの菓子の製作も担当していた。
やがて、外国人居留地のスイス人の女性がケーキの製法を持ち込み、製作を依頼した。石橋は日本国外の嗜好に精通していたことから、そのケーキを再現してみせた。完成したそのケーキに女性は大変満足し、そのことが山手で評判になった。それをきっかけに、各国の菓子の製法が次々に持ち込まれて、それを参考に様々な洋菓子が作り出された。こうして「元町にヨーロッパのケーキを作る店がある」として、評判を呼ぶようになった。
戦後はヨーロッパのドイツ、スイス、スウェーデンなど各国で修行した菓子職人たちを中心として、生菓子全盛の時代となった。この時期に、後の代表品となるラムボールが完成した。
昭和40年代頃には、店舗の1階が喫茶室であった。この喫茶室は、昭和期にはヨーロッパ調でセンスの良い場所として、著名人たちからも人気を博しており、作家の川端康成も常連であった。小説家の中島敦もこの店に通っており、国際化してゆく当時の横浜を表現した短歌として「'Bonjour' 'Give me sugar' 'Ich danke' あなかしましや喜久家の二階」の他、「喜久屋」と名を変えて13首の歌を詠んだ。1990年代末頃には1階・2階共に喫茶室となり、2階は「かつてのデパートの食堂のようで居心地が良い」との声もあったが、後に閉鎖され、1階のみが喫茶室となって現在に至る。

## 主な商品

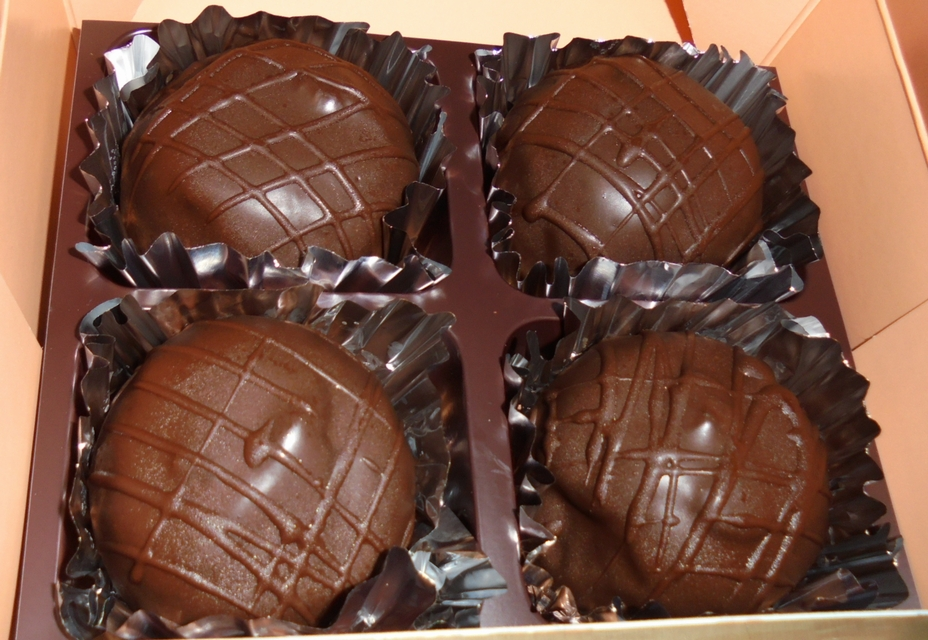
喜久家洋菓子舗のラムボール

店の代表品であるラムボールは、創業者の石橋豊吉が完成させたものである。完成直後から山手の外国人居留地で評判を呼び、後に元町土産の定番商品となった。喜久家によれば、日本のラムボールは同店が発祥だという。当初は大きな天板型のバットで焼いた生地にチョコレートをかけて、四角形に裁断して販売していたが、昭和10年代に球形になり、「丸い形が愛らしくて食べやすい」と、さらに人気が広まった。その形状と濃厚な味わいが日本国外の客にも好評で、1,2ダースとまとめて購入する客もいる。創業当初から形は変化したものの、基本的な製法は変化しておらず、完成以来から同じ味を保ち続けている。親子代々の根強い愛好家も多い。多いときは、1日で約1000個も売れるという。ラム酒を多く含むために子供には勧められない、大人でも食べて酔ってしまったとの声もある一方で、酒が苦手な客でも楽しめる、酒に弱いにも関らずこれを好む客もいるとの声もある。枻出版社のガイドブック『横浜本』では横浜の人気土産として、ありあけのハーバー、崎陽軒のシウマイを抑えて1位にランキングされている。
ヨーロッパの田舎風の菓子であるジャムターツ（イチゴジャムを挟んだパイ）、アーモンドビスケット、ミートパイも、創業当初から続く喜久家の人気商品である。それらを目当てに何十年も通い続ける、長年の常連も多い。平成・令和期以降の菓子業界では珍しくなったバタークリームケーキもあり、このケーキを好んで3世代にわたって来店する客もいる。レモンパイも素朴な味わいの菓子として、昭和初期より定番商品として客たちに愛されている。この他にも、すべてオリジナルの約90種類の菓子が販売されている。これらの菓子は、喫茶室でイートインで楽む他に、アイスクリーム、シェイクやパフェなどの喫茶メニュー、パイやサンドイッチなどの軽食も用意されている。こどもの日、クリスマス、復活祭など、年中行事を意識したケーキも多い。
喜久家の紙袋にさりげなく印刷された言葉「Only mothers can make better cakes than Kikuya's」は「喜久家より美味しいケーキを作れるのはお母さんだけ」の意味であり、2代目社長の石橋久義が自ら考案したものである。「誰でも母親の作る料理は一番であり、一生食べても飽きないが、母親でも毎日作れば味が違うこともある。それを常に同じ味にするのがプロ」との思いであり、大量生産の時代の流れにあって、敢えて手作りを貫いてきた精神が込められている。
外見の華やかさよりもむしろ、飾らない素直な味をモットーとしており、そうした飾り気の無い素直な味の菓子や、子供の頃に胸をときめかせた当時そのままの形の菓子が特長と評されている。横浜で生まれ育った人の定番の土産菓子としての人気も高い。

## 店舗
- 元町本店 - 神奈川県横浜市中区元町2丁目-86[3]
- 相鉄ジョイナス店 - 神奈川県横浜市西区南幸1-5-1 相鉄ジョイナスB1F[22]